# Santana de Parnaíba
Santana de Parnaíba – miasto i gmina w Brazylii, w stanie São Paulo. Znajduje się w mezoregionie Metropolitana de São Paulo i mikroregionie Osasco.
W mieście ma siedzibę klub piłkarski FC SKA Brasil.